# La increïble dona minvant
La increïble dona minvant (títol original en anglès: The Incredible Shrinking Woman) és una comèdia estatunidenca de ciència-ficció dirigida per Joel Schumacher, estrenada el 1981 i que és l'adaptació d'una novel·la de Richard Matheson, The Shrinking Man. Ha estat doblada al català.

## Argument[2]
Després d'haver estat exposada a una estranya mixtura de diferents productes químics de manteniment de la casa, Pat Kramer comença a encongir-se. Això sorprèn els científics, i li suposa moltes preocupacions en la seva vida quotidiana, emociona el cor d'Amèrica però sobretot atreu l'atenció d'un grup de persones malintencionades, que projecten capturar Pat per tal de descobrir el misteri del seu encongiment per poder utilitzar-lo en altres persones…

## Repartiment
- Lily Tomlin: Pat Kramer/Judith Beasley
- Charles Grodin: Vance Kramer
- Ned Beatty: Dan Beame
- Henry Gibson: Dr. Eugene Nortz
- Elizabeth Wilson: Dr. Ruth Ruth
- Mark Blankfield: Rob
- Maria Smith: Concepcion
- Pamela Bellwood: Sandra Dyson
- John Glover: Tom Keller
- Nicholas Hormann: Logan Carver
- James McMullan: Lyle Parks
- Shelby Balik: Beth Kramer
- Justin Dana: Jeff Kramer
- Richard A. Baker: Sidney
- Mike Douglas: ell mateix
- Dick Wilson: cap del magatzem
- Sally Kirkland: caixera

## Premis i nominacions

### Premis
- 1981: Millor actriu al Fantafestival per Lily Tomlin

### Nominacions
- 1981: Premi Young Artist al millor film familiar (fantastic o comèdia) i Millor jove actriu per Shelby Balik
- 1982: Premi Saturn a la millor actriu per Lily Tomlin